# Чиполина, Джозеф
Джозеф Луис Чиполина (англ. Joseph Louis Chipolina; 14 декабря 1987, Гибралтар) — гибралтарский футболист, полузащитник клуба «Линкольн Ред Импс», выступающий на правах аренды за «Глэсис Юнайтед» и сборной Гибралтара.

## Клубная карьера
Начал футбольную карьеру в клубе «Реал Баломпедика Линенсе», в котором выступал с 2007 по 2012 год в «Сегунде Б» и «Терсере» — третьем и четвёртым по значимости дивизионах Испании. С 2011 по 2012 год играл в аренде за клуб «Сан-Роке» испанской «Терсеры». Сезон 2012/2013 провёл в клубе Профессиональной лиги развития США — «Реал Колорадо Фоксес» В 2013 году вернулся в Гибралтар и начал выступать за «Сент-Джозефс». В начале 2014 года перешёл в «Линкольн».
2 июля 2014 года принял участие в матче первого квалификационного раунда Лиги чемпионов 2014/2015 против «ХБ Торсхавн». Этот матч стал первым матчем с участием клуба из Гибралтара. Чиполина реализовал пенальти на 18 минуте и стал первым гибралтарским футболистом, забившем гол в Лиге Чемпионов УЕФА.

## Карьера в сборной
С 2007 по 2013 год провёл 7 матчей за сборную Гибралтара, которая не являлась членом УЕФА. Входил в состав сборной Гибралтара на Островных играх 2011. В 2013 году, после принятия Гибралтара в УЕФА, выступил за сборную Гибралтара на отборочном турнире чемпионата Европы по мини-футболу. Забил мяч в ворота сборной Черногории, тем самым став первым гибралтарским футболистом, забившем гол в официальном матче за свою сборную.
Чиполина был вызван в сборную Гибралтара по футболу против сборной Словакии — первый матч сборной в качестве члена УЕФА.

## Личная жизнь
У Джозефа два младших брата: Кеннет (р. 1994) и Майкл (р. 2000), которые тоже играют в футбол. В 2017 году Кеннет дебютировал за сборную Гибралтара. Также за сборную выступает его двоюродный брат Рой Чиполина.